# Sbor břežanských kastrátů
Sbor břežanských kastrátů (SBK) je česká hudební skupina.
Vznikla v roce 2004 původně jako jednorázový projekt, který měl vystoupit na oslavě narozenin nakladatele Lubora Mati jako překvapení nic netušícímu oslavenci. Postupně se však proměnila v regulérní kapelu. Její název vymyslel spisovatel Jan Pelc a odkazuje na pražskou hospodu Na Břežance. V roce 2013 skupina vydala své první album Lublaňská (podle Lublaňské ulice, kde se nachází hospoda Na Břežance).
Kapela zhudebňuje převážně básně, které Lubor Maťa vydal v edici Bouře v nakladatelství Maťa; jde například o poezii Williama Blakea, Františka Gellnera, Arthura Rimbauda, Jana Skácela a Pavla Zajíčka. Album kromě zpívaných písní obsahuje také recitační pasáže (recitaci do svého repertoáru zahrnuli v roce 2008). V roce 2024 Sbor oslavil dvacáté výročí koncertem v pražském klubu Vagon. Skupina koncertuje jak samostatně, tak i coby doprovod jiných kapel, často také na křtech knih. Vystupovala například na Trutnovském festivalu.
Hudební doprovod Sboru břežanských kastrátů tvoří rozšířené akusticko-elektrické obsazení. Základní sestavu představují elektrická kytara, baskytara, bicí a klávesové nástroje. Zvuk je dále obohacen o příčnou flétnu, saxofon, akordeon a foukací harmoniku, které přispívají k různorodosti aranží a náladové vrstvě skladeb.
Stylově se kapela pohybuje mezi blues-rockem, folkem, šansonem a recitativem, přičemž hudba často doprovází nebo kontrastuje s rytmikou mluveného slova. Výraz skupiny je charakteristický syrovostí, výrazným důrazem na text a kombinací literární a hudební roviny v osobitém, stylově pestrém podání.
Coververzí písně „Píseň hořícího holuba“ od Psích vojáků kapela přispěla na tributní album Sbohem a řetěz (2015).